# Захаровы
Захаровы — русские дворянские роды.
В 1573 году опричниками Ивана Грозного числились Игнатий и Олег Захаровы.
В Гербовник внесены четыре фамилии Захаровых:
1. Потомство Молчана Захарова, владевшего поместьями в 1615 году (Герб. Часть VIII. № 39).
2. Потомство Якова Захарова, жалованного грамотою в 1616 году (Герб. Часть IX. № 33).
3. Потомство Кирилла Леонова Захарова, верстанного поместным окладом в 1697 году  (Герб. Часть VII.        № 148).
4. Иван Семенович Захаров, произведенный действительным статским советником в 1799 году (Герб. V.      № 149)[2].

Один из них восходит к концу XVI, три — к XVII; они внесены в VI часть родословной книги Московской, Костромской и Курской губерний (Гербовник, VII, 148; VIII, 39; IX, 33).
Есть также ещё 46 родов Захаровых более позднего происхождения.

## Описание гербов

#### Герб. Часть VII. № 148.
Герб потомства Кирилла Леонтьевича Захарова: в щите, имеющем голубое поле, горизонтально означена серебряная стена с башней, на оной изображены три золотые креста, а внизу крестообразно положены два золотых меча.
Щит увенчан дворянским шлемом и короной. Намёт на щите голубой, подложенный золотом. Щитодержатели: с правой стороны воин с копьём, а с левой стороны чёрный одноглавый орёл.

#### Герб Часть V. № 149.
Герб действительного статского советника Ивана Семеновича Захарова: щит разделен горизонтально надвое и нижняя половина разделена вертикально надвое. В верхней половине в голубом поле изображен золотой улей с летящей над ним золотой пчелой. В нижней половине в правом, серебряном поле - арфа, а в левом, красном поле - серебряная лампада  с курящимся светильником. Щит увенчан обыкновенным дворянским шлемом с дворянской на нем короной и тремя страусовыми перьями. Намёт на щите голубого и красного цвета, подложенный серебром.

#### Герб. Часть IX. № 33.
Герб потомства Якова Захарова:  щит разделен горизонтально на две части, а нижняя часть разделена вертикально на две части, из коих левая часть также разделена горизонтально на две части. В верхней половине щита в зеленом поле находится на белом коне ездок с поднятой вверх саблей, скачущий в правую сторону. В нижней половине в правом красном поле, крестообразно означены серебряные карабин, сабля и пистолет. В левом голубом поле изображено в сиянии солнце и под ним в пурпурном поле книга и золотая круглая медаль с ушком. Щит увенчан дворянским шлемом и короной с тремя страусовыми перьями. Намёт на щите голубой и пурпурный, подложенный золотом. Щитодержатели: два воина в латах, имеющие в руках по бердышу.

#### Герб. Часть VIII. № 39.
Герб потомства Молчана Захарова: посредине разделенного на четыре части щита изображена серебряная пирамида, на которой крестообразно положены шпага и знамя и горизонтально через них означены две полосы, зеленого и голубого цветов. В первой части, в черном поле, находится серебряная лилия. Во второй части, красном поле, из левого верхнего угла выходит из облака рука в серебряных латах, держащая золотой щит. В третьей части, в золотом поле - море. В четвертой части, в черном поле, золотой лев. Щит увенчан дворянским шлемом и короной с тремя страусовыми перьями. Намёт на щите голубой и красный, подложенный золотом.

## Известные представители родов
- Захаров Иев - воевода в г. Остров Псковской губернии (1636-1637).
- Захаров Григорий Антиохов - московский дворянин (1640-1668).
- Захаров Иван Кириллович - московский дворянин (1658), стольник (1676-1692).
- Захаров Иван Дементьевич - московский дворянин (1677-1692).
- Захаров Семён Афанасьевич - московский дворянин (1681-1692).
- Захаров Фёдор Никитич - стряпчий (1683).
- Захаров Иван Иванович - стольник царицы Прасковьи Фёдоровны (1686-1692).
- Захаров Афанасий Никитич - московский дворянин (1692).
- Захаров Иван Кириллович - стольник, воевода в Вологде (1696-1698)[5][6].
- Захаров, Константин Иванович (1832—1891) — русский медик, доктор медицины, статский советник.
- Захаров, Иван Никонович (1866 - 1929) химик, г. Санкт-Петербург